# Corbières (região)
As Corbières (em occitano: Corbièras ou Corbièiras; em catalão: Corberes) são uma região natural montanhosa no sul de França, situada no Languedoque-Rossilhão, nos departamentos do Aude e dos Pirenéus Orientais.
Em francês, "Corbières" ou "maciço das Corbières" designa genericamente o conjunto montanhoso que liga o mar Mediterrâneo aos Pireneus e que se estende pelos departamentos de Aude e Pirenéus Orientais. É uma região de terrenos calcários e xistosos, que faz parte dos Pirenéus e que sofre as influência do clima mediterrânico, o que contribui para a fama dos seus vinhos — Corbières é também uma Denominação de Origem Controlada) — e do seu mel à base de alecrim, o qual é comercializado com o nome de "mel de Narbona".

## Toponímia
O topónimo francês Corbière deriva do ocitano Corbièra (lugar onde se reúnem corvos e gralhas), que por sua vez tem origem no latim corvaria ("ninho de corvos"). A nome em catalão, com a mesma raiz e signficado — Corberes — é o plural de corbera, um topónimo comum nas regiões catalãs para designar numerosas montanhas ou maciços montanhosos de pouca altitude (exemplos: Corbera de Camprodon, Corbera del Llobregat, Puig Corbera, etc.) e localidades (exemplos: Corbera, Corbera d'Ebre, Rotglà i Corberà, etc.). Há quem acredite que o topónimo catalão derive de roca curvada ("rocha curvada").

## Geografia
A maior parte das Corbières situa-se no departamento do Aude, mas os chamadas "Corbières catalãs" se situem no departamento dos Pirenéus Orientais. Ocupam quatro distritos no Aude — Narbona, Carcassona e Limoux — e o de Perpinhã nos Pirenéus Orientais.
O maciço é delimitado pelo rio Aude a norte e ocidente, pelo mar Mediterrâneo a oriente e pela região das Fenouillèdes a sul. A nordeste das Corbières encontra-se a cidade de Narbona, Carcassona situa-se a noroeste,  Axat a sudoeste e Rivesaltes a sudeste. As montanhas e montes das Corbiéres estão presentes em 17 cantões.

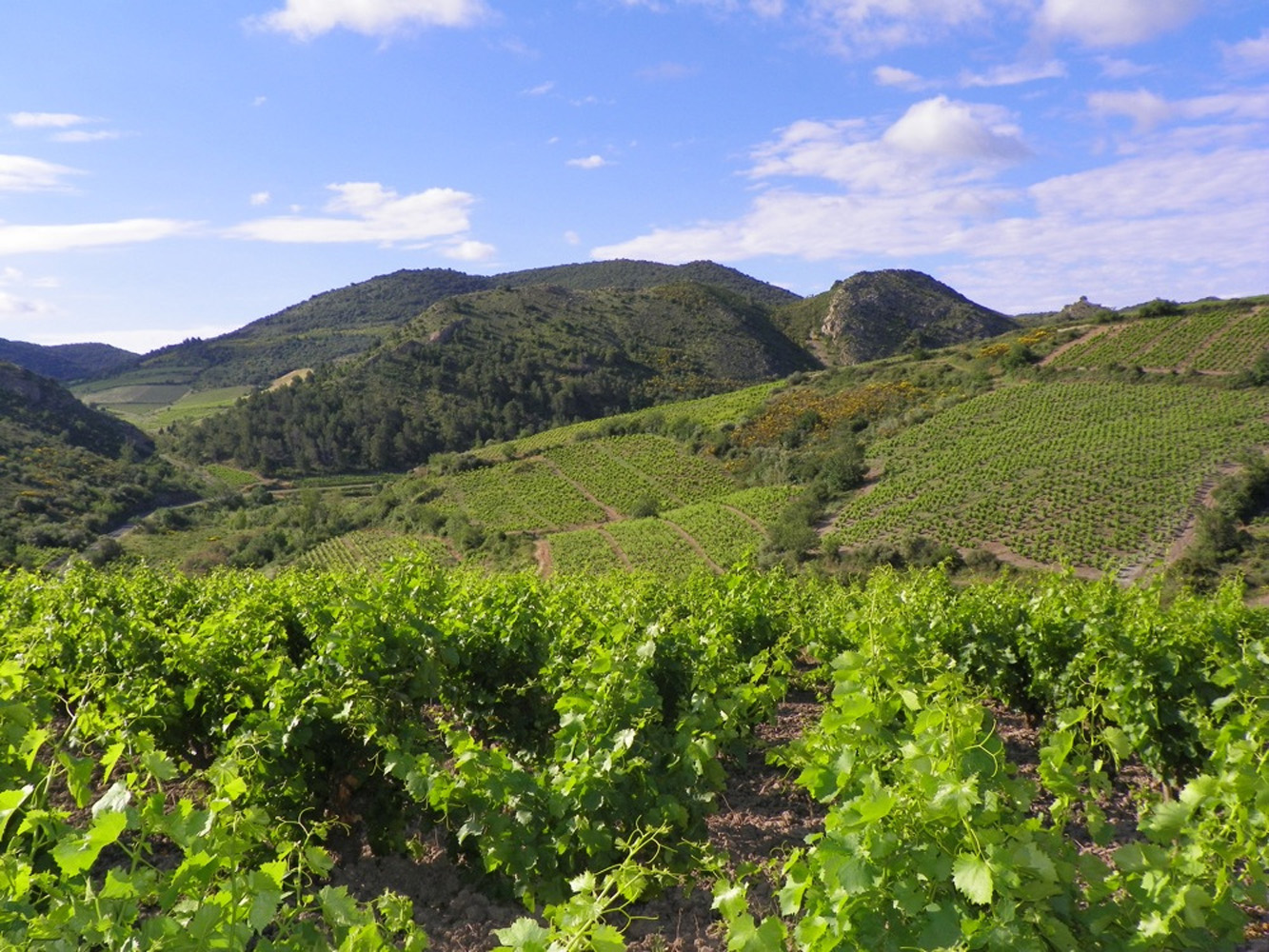
Vinhas na área de Villeneuve-les-Corbières

O ponto mais alto do maciço é o Pico de Bugarach, com 1 231 metros de altitude. Outros cumes importantes são a Serre de Bec (1 037 m), o monte Tauch (917 m) e a montanha montanha de Alarico (600 m). A sul e a oeste, o relevo eleva-se de forma abruta, acima do vale superior do Aude e de Fenouillèdes, onde começam os verdadeiros Pirenéus, dos quais as Corbières são apenas um maciço secundário. Por esta razão é na sudoeste do maciço que se situa o Pico de Bugarach, ponto culminante do maciço. Pelo contrário, a norte e a leste, onde as Corbières constituem os primeiros contrafortes dos Pirenéus, o relevo eleva-se de forma regular. 
A montante do vale inferior do Aude, a norte do maciço, os cursos de água escavaram vales largos que se confundem com as planícies do Aude. À medida que se vai para sul, os vales tornam-se cada vez mais estreitos e sinuosos, o que constituiu uma das razões para essas áreas serem menos povoadas e menos cultivadas. O rio Orbieu, o principal curso de água das Corbiéres, após passar pelas gargantas do Orbieu, o seu vale alarga-se a jusante de Camplong-d'Aude.

### Geologia
As Corbières formam um maciço de montanhas que apareceu há 65 milhões de anos, durante o Terciário, quando a  placa ibérica chocou com o continente europeu. A região é constituída geologicamente por uma pedaço deembasamento primário constituído por calcário e xistos, pelo planalto de Mouthoumet e por uma dobra pirenaica (o pico de Bugarach).
A região é constituída sobretudo por colinas calcárias de 400 a 500 metros de altitude, com pouca vegetação que por vezes é mesmo inexistente. Só as partes mais férteis são cultivadas com vinha. Durante o Paleozoico, as Corbières eram uma peneplanície calcária e xistosa. Mais tarde depositaram-se sedimentos e durante o Terciário a elevação dos Pirenéus provocou um desordenamento da região.
As Corbières, que estão separadas da Montanha Negra pela depressão do Baixo Aude, constituem a transição entre o Maciço Central e os Pirenéus. A sua originalidade deve-se principalmente à grande variedade geológica que origina contrastes de relevo e de cores. Os movimentos do solo e a erosão provocaram um emaranhado de relevos muito curiosos, o que faz com que, apesar da pouca altitude do conjunto, a paisagem pareça "movimentada", algo que é particularmente visível nas vizinhanças de Fenouillèdes e nas gargantas de Galamus.

### Fauna e flora
A paisagem das Corbières é marcada por uma flora silvestre tipicamente mediterrânica, onde se destacam os garrigues, pinheirais e azinhais. As modificações provocadas pelas atividades humanas desde a Antiguidade (vitivinicultura e pecuária) estão na origem de uma flora antrópica. O arroteamento provocou o desaparecimento dos matagais espessos, que foram substituídos por garrigues pouco espessos.

### Hidrografia
As Corbières são delimitadas a oeste e a norte pelo rio Aude e a sul pelo Maury e pelo Agly, que passa pelas gargantas de Galamus. O Orbieu, com 84 km de extensão, tem a sua nascente na comuna de Fourtou e corre para norte, desaguando no Aude em Saint-Nazaire-d'Aude. Os seus principais afluentes da margem direita as ribeiras Sou de Laroque e Aussou. Corre em gargantas na zona de Montjoi, no seu curso superior. O Orbieu passa em Lagrasse, Ribaute, Fabrezan e Ferrals-les-Corbières, entre outras comunas.
O rio Verdouble, com 46,7 km de extensão, nasce na comuna de Cubières-sur-Cinoble e corre para leste e depois para sul, passa por Tautavel e desagua no Agly na comuna de Estagel. O rio Lauquet, com 36,6 km de extensão, nasce na comuna de Bouisse e corre para noroeste em Couffoulens e atravessa também as comunas de Caunette-sur-Lauquet, Saint-Hilaire e Leuc.

### Clima
O clima é do tipo mediterrânico, onde as altas temperaturas do verão, cuja máximas oscilam geralmente entre os 30 e 40°C em curtos períodos, que coincidem com os mínimos pluviométricos, contrastam com as precipitações abundantes no outono, por vezes podem ser devastadoras, como aconteceu em 1999. O inverno é ameno devido à proximidade do mar.

## História
Os vestígios mais antigos do Homo erectus descobertos em França provêm da gruta da Caune de l'Arago, no vale do Verdouble. A achado mais notável daquele sítio paleontológico e arqueológico é o chamado Homem de Tautavel, um crânio com mais de 450 000 anos.
Nas Corbères há vários sítios megalíticos, como por exemplo a chamada "Mesa dos Mortos" (Table des Morts), um dólmen na comuna de Massac.
Aquando das invasões árabes, a zona estava fortificada pelos visigodos. Um exemplo disso é o castelo de Peyrepertuse. A província, primeiro romana e depois visigoda, Septimânia, tinha como fronteira provincial os Pirenéus. Foi dividida pelo rei francês Carlos, o Calvo, em 865. O Rossilhão ficou ligado ao condado de Barcelona e o norte da antiga província conservou Narbona como capital. A fronteira entre os dois territórios era marcada pelas Corbières, prolongando-se em direção ao mar pelas  lagunas de Salses.
A autonomia crescente e rápida dos condes do Rossilhão, a sua ligação à Coroa de Aragão em 1180 e depois à coroa espanhola até ao século XVII fez das Corbiéres uma fronteira fortemente defendida.
Os pontos de passagem entre o norte e o sul eram controlados por um conjunto de castelos: Peyrepertuse, Quéribus, Puilaurens, Aguilar, Termes, etc., que atualmente são conhecidos como "castelos cátaros". Os primeiros senhores conhecidos são os condes do Rossilhão, a que se segue a Casa de Trencavel. Na sequência da Cruzada Albigense, que esmagou o movimento herético cátaro na primeira metade do século XIII, a suserania do Languedoque passa do reino de Aragão para os reis de França. Para se defenderem, os cátaros reforçaram ainda mais as fortificações das Corbières, que foram os seus últimos redutos.
Com a generalização das armas de fogo e dos canhões, a única passagem efetiva para um exército pelas Corbières passou a ser o extremo oriental. Ali, a uma altitude de 400 metros, formam-se lagunas de grandes dimensões (54 km²), que durante muito tempo estiveram infestados de mosquitos e que por tudo isso constituíam uma defesa natural. A zona de passagem entre as lagunas e as Corbières era defendida pelo castelo de Salses, a sul, construído pelos reis de Espanha no século XVI, e o  castelo de Leucate, a norte, no lado francês. A assinatura do Tratado dos Pirenéus em 1659 pôs fim à história militar das Corbières.